# Tullgarn, ost
Tullgarn, ost este o arie protejată (arie specială de conservare — SAC, sit de importanță comunitară — SCI) din Suedia întinsă pe o suprafață de 1.635,9 ha, integral pe uscat.

## Localizare
Centrul sitului Tullgarn, ost este situat la coordonatele 58°57′49″N 17°35′23″E / 58.9635°N 17.5897°E.

## Înființare
Situl Tullgarn, ost a fost declarat sit de importanță comunitară în decembrie 1995 pentru a proteja 2 specii de plante și 2 specii de animale. Situl a fost protejat și ca arie specială de conservare în martie 2011.

## Biodiversitate
Situată în ecoregiunile boreală și marină baltică, aria protejată conține 17 habitate naturale: Golfuri mici largi și golfuri puțin adânci, Lacuri eutrofice naturale cu vegetație de tip Magnopotamion sau Hydrocharition, Mlaștini împădurite, Pășuni de coastă din Baltica boreală, Pășuni din zone de pădure fino-scandinave, Pajiști cu Molinia pe soluri calcaroase, turboase sau argilos-nămoloase (Molinion caeruleae), Mlaștini turboase de tranziție și turbării mișcătoare, Păduri de conifere pe eskere fluvioglaciare sau legate la acestea, Păduri caducifoliate de mlaștină fino-scandinave, Alvar nordic și șisturi calcaroase precambriene, Terase mlăștinoase și terase nisipoase neacoperite de apă la reflux, Taiga vestică, Păduri fino-scandinave bogate în ierburi cu Picea abies, Pajiști fino-scandinave uscate până la mezice, bogate în specii de altitudine mică, Mlaștini alcaline, Formațiuni ierboase bogate în specii de Nardus, dezvoltate pe substraturi silicioase în zone montane (și în zone submontane, în Europa continentală), Pante stâncoase silicioase cu vegetație casmofită.
La baza desemnării sitului se află mai multe specii protejate:
- plante (2): Buxbaumia viridis, Tortella rigens
- nevertebrate (2): Vertigo angustior, Vertigo geyeri